# Sidi Ahmed Cherif
Sidi Ahmed Cherif (àrab سيدي أحمد الشريف) és una comuna rural de la província d'Ouezzane de la regió de Tànger-Tetuan-Al Hoceima. Segons el cens de 2014 tenia una població total de 9.576 persones.